# 会七公路
| 城市名 | 距起点距离 （公里） |
| ------ | ------------------- |
| 会城   | 0                   |
| 七堡   | 5                   |

会七公路（又称「县道542線」、「X542線」）是中國廣東省江门市的一條公路，這條公路在新会境内，起點為会城南坦，連接新苍公路，終點為七堡潭冲，全長5.676公里，是广东省路程最短的县道，全线双向单线行车。